# Terry Sanders

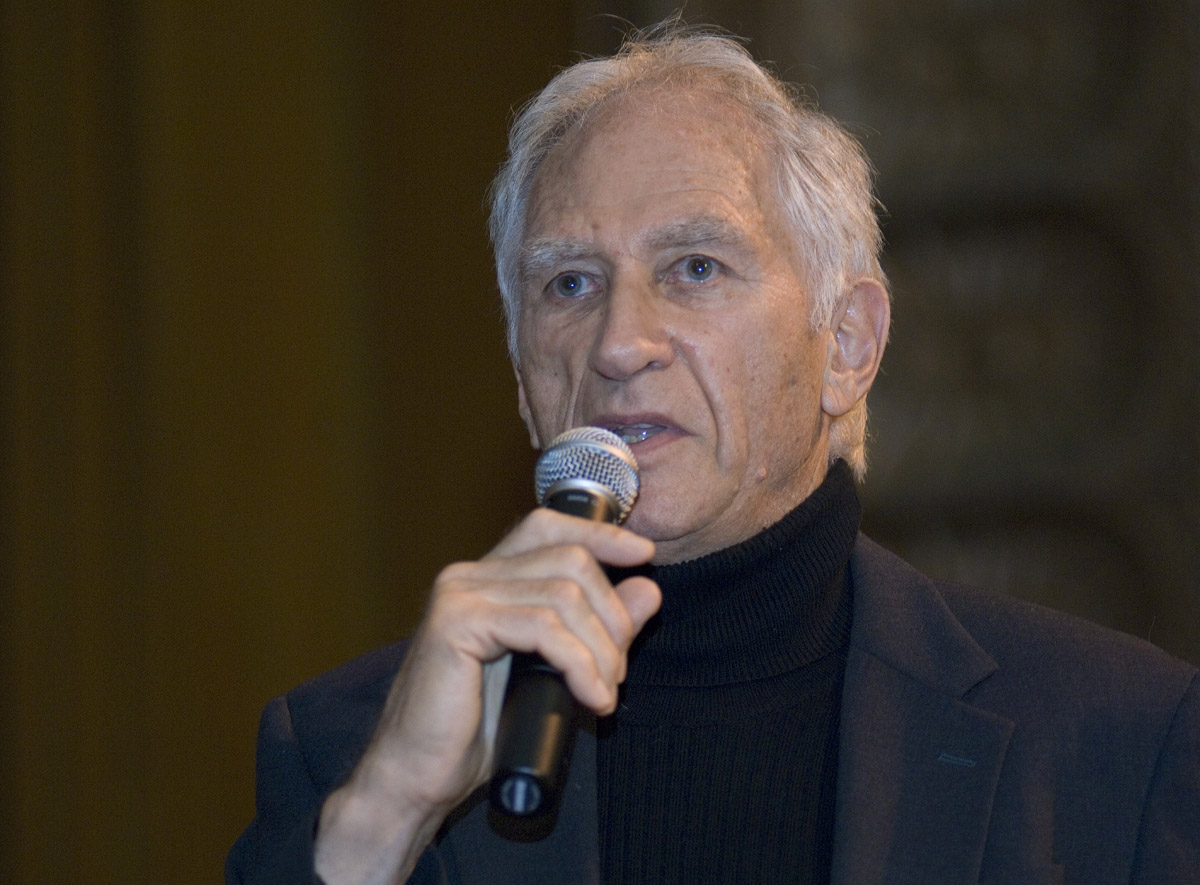
Terry Sanders, 2008

Terry Sanders (* 20. Dezember 1931 in New York City) ist ein US-amerikanischer Filmproduzent, Filmregisseur, Kameramann und Drehbuchautor, der bei der Oscarverleihung 1955 für Eine Handvoll Frieden den Oscar für den besten Kurzfilm sowie 1995 für Maya Lin: A Strong Clear Vision den Oscar für den besten Dokumentarfilm gewann.

## Leben
Terry Sanders war der Sohn eines New Yorker Architekten und der Designerin und Filmproduzentin Altina Schinasi. Sanders, jüngerer Bruder des Filmproduzenten, Filmregisseur und Drehbuchautors Denis Sanders, studierte an der University of California, Los Angeles (UCLA) und arbeitete zu Beginn seiner Laufbahn in der Filmwirtschaft mit seinem Bruder zusammen wie zum Beispiel bei seinem ersten Kurzfilm Subject: Narcotics (1951). Mit seinem Bruder gewann er 1955 für den Two-Reel-Film Eine Handvoll Frieden (1954), der auf der Kurzgeschichte The Pickets von Robert W. Chambers basiert und die Abschlussarbeiten der beiden für einen Master of Arts war, den Oscar für den besten Kurzfilm. Ebenfalls 1955 war er Second-Unit-Regisseur bei Charles Laughtons berühmtem Filmklassiker Die Nacht des Jägers, für den er unter anderem die aus der Luft gemachten Aufnahmen vom Ohio River filmte.
1974 war er zusammen mit June Wayne für Four Stones for Kanemitsu (1973) für den Oscar für den besten Dokumentar-Kurzfilm nominiert.
Später arbeitete er bei mehreren Filmen mit Freida Lee Mock zusammen wie beispielsweise dem für einen Oscar nominierten Dokumentar-Kurzfilm To Live or Let Die sowie dem für einen Emmy nominierten Screenwriters/Word into Image (1983) und der mit einem Emmy ausgezeichneten Fernsehdokumentation Lillian Gish: The Actor's Life for Me (1989). 1988 war Sanders für den Fernsehfilm Slow Fires: On the Preservation of the Human Record (1987) für den Directors Guild of America Award in der Kategorie für herausragende Regieleistungen bei einem Dokumentarfilm nominiert. Für Rose Kennedy: A Life to Remember (1990) über das Leben und Wirken von Rose Kennedy waren Mock und er 1991 abermals für den Oscar für den besten Dokumentar-Kurzfilm nominiert.
1995 gewann er zusammen mit Freida Lee Mock den Oscar für den besten Dokumentarfilm für Maya Lin: A Strong Clear Vision (1994).
Bei der Oscarverleihung 1996 war er gemeinsam mit Mock ein weiteres Mal für einen Oscar nominiert – diesmal für den besten Dokumentar-Kurzfilm, für Never Give Up: The 20th Century Odyssey of Herbert Zipper (1995), bevor er 1999 mit ihr beim Cleveland International Film Festival für Return with Honor (1998) den Preis in der Kategorie Bester Film gewann. Dieser Film gewann darüber hinaus 1999 den Jury-Preis beim DoubleTake Documentary Film Festival.
Sanders, der auch Filme für die National Geographic Society drehte, war zuletzt 2008 Produzent, Regisseur und Drehbuchautor des Dokumentarfilms Fighting For Life.